# Truncatella marginata
Truncatella marginata is een slakkensoort uit de familie van de Truncatellidae. De wetenschappelijke naam van de soort is voor het eerst geldig gepubliceerd in 1855 door Küster.